# Judaísmo helenístico

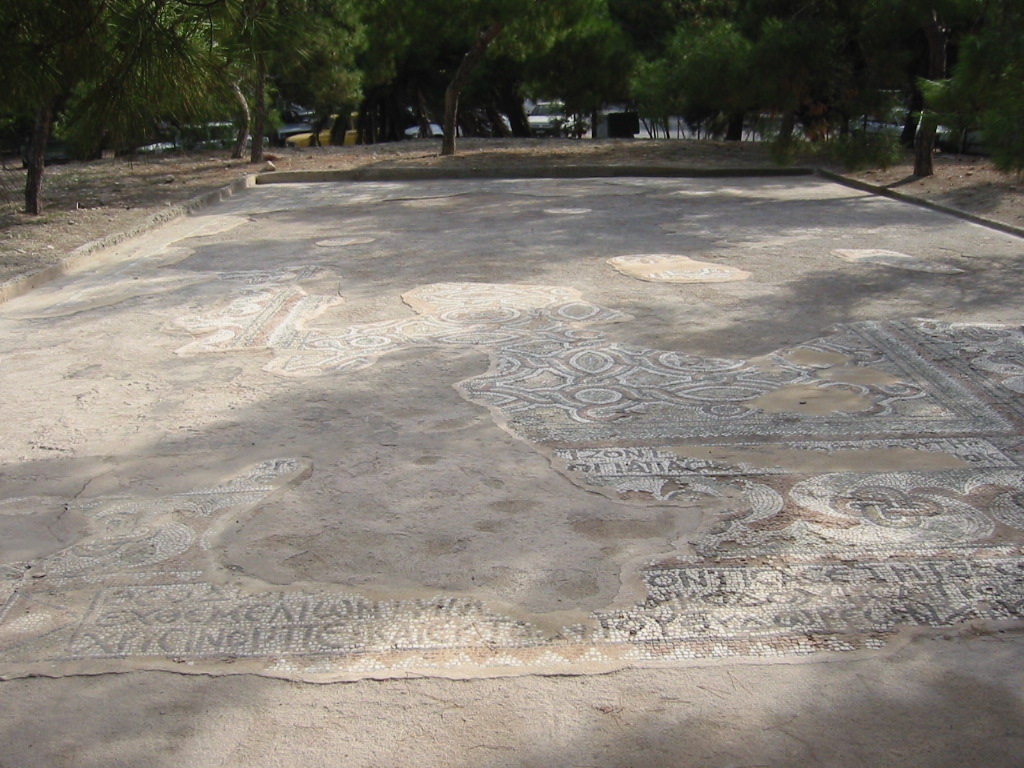
Piso de mosaico de una sinagoga judía en Egina (300 a. C.).

El judaísmo helenístico fue una forma de judaísmo en la Antigüedad clásica que combinaba la tradición religiosa judía con elementos de la cultura griega. Hasta la caída del Imperio romano de Occidente y las primeras conquistas musulmanas del Mediterráneo oriental, los principales centros del judaísmo helenístico fueron Alejandría en Egipto y Antioquía en Siria (hoy en día en el sur de Turquía), los dos principales asentamientos urbanos griegos en Medio Oriente y el norte de África, ambos fundados a fines del siglo IV a. C. a raíz de las conquistas de Alejandro Magno. El judaísmo helenístico también existió en Jerusalén durante el período del Segundo Templo, donde hubo conflicto entre helenizadores y tradicionalistas (a veces llamados judaizantes).
El principal producto literario del contacto del judaísmo del Segundo Templo y la cultura helenística es la traducción de la Septuaginta (en griego koiné) de la Biblia hebrea (en hebreo y arameo bíblico), específicamente, al griego koiné judío. Se mencionan también los tratados filosóficos y éticos de Filón de Alejandría y las obras historiográficas de otros autores judíos helenísticos.
El declive del judaísmo helenístico comenzó en el siglo II y sus causas aún no se comprenden completamente. Puede ser que con el tiempo haya sido marginado, parcialmente absorbido o que se convirtiera progresivamente en el núcleo de habla koiné del cristianismo primitivo centrado en Antioquía y sus tradiciones, como la Iglesia católica greco-melquita y la Iglesia ortodoxa de Antioquía.

## Helenismo
El contacto entre griegos y semitas se remonta a la época minoica y micénica y se refleja en ciertos términos utilizados por Homero y otros autores griegos tempranos. Sin embargo, no es hasta finales del siglo IV a. C. cuando autores griegos mencionan por primera vez a los judíos, elogiándolos por su valentía, autodisciplina y filosofía. Las conquistas de Alejandro Magno a fines del siglo IV a. C. difundieron la cultura y la colonización griegas, un proceso de cambio cultural llamado helenización, en tierras no griegas, incluido el Levante. Esto dio lugar al período helenístico, que buscaba crear una cultura común o universal en el Imperio alejandrino basada en la de la Atenas del siglo V a. C., junto con una fusión de las culturas del Cercano Oriente. El período se caracterizó por una nueva ola de colonización griega que estableció ciudades y reinos griegos en Asia y África, siendo Alejandría, en Egipto, la más famosa. Se establecieron nuevas ciudades compuestas de colonos que provenían de diferentes partes del mundo griego, y no de una metrópoli específica («ciudad madre») como antes.
Estos judíos que vivían en países al oeste del Levante formaron la diáspora helenística. La diáspora egipcia es la más conocida de estas,y fue testigo de estrechos lazos. En efecto, hubo una firme integración económica de Judea con el Reino ptolemaico que gobernaba desde Alejandría, y había relaciones amistosas entre la corte real y los líderes de la comunidad judía. Esta fue una diáspora por elección, no por imposición. La información es menos sólida con respecto a las diásporas en otros territorios, pero se ha sugerido que la situación era, en general, la misma que en Egipto.

La vida judía tanto en Judea como en la diáspora se vio influenciada por la cultura y el lenguaje del helenismo. Los griegos veían a la cultura judía favorablemente, mientras que a su vez el helenismo ganaba adeptos entre los judíos, si bien el helenismo a veces se ha presentado (bajo la influencia del Segundo libro de los Macabeos, él mismo una notable obra escrita en griego koiné), como una amenaza de asimilación diametralmente opuesta a la tradición judía. Según Erich S. Gruen:
La adaptación a la cultura helénica no requirió transigir los preceptos o conciencia judíos. Cuando se introdujo un gimnasio griego en Jerusalén, lo instaló un sumo sacerdote judío. Y otros sacerdotes pronto participaron en combates de lucha libre en la palestra. Es evidente que no consideraron esas actividades como socavantes de sus deberes sacerdotales.: 73–74 
El principal problema religioso que dividía a los judíos helenizados de los judíos tradicionales era la aplicación de las leyes bíblicas en un imperio helenístico (o romano u otro no judío). Historiadores posteriores describieron ocasionalmente al helenismo y el judaísmo como particularmente incompatibles, probablemente a raíz de la persecución de Antíoco IV. Sin embargo, no parece que la mayoría de judíos en la era helenística consideraran a los gobernantes griegos como peores o diferentes a los persas o babilonios. Escritos de judíos helenizados, tales como Filón de Alejandría, no muestran creencia particular alguna que indique que las culturas judía y griega sean incompatibles. Otro ejemplo se encuentra en la Carta de Aristeas, en la que los judíos y el judaísmo son descritos en términos favorables para los estándares de la cultura griega. La única gran diferencia en la que ni siquiera los judíos más helenizados parecieron ceder fue la prohibición judía del politeísmo. Esto separó a los judíos helenizados de una cultura griega más amplia en que se rehusaron a honrar santuarios, templos, dioses, etc., diferentes al Dios de Israel. 

### Los gobernantes helenísticos de Judea
Bajo la suzeranía del Reino ptolemaico y más tarde del Imperio seléucida, Judea fue testigo de un período de paz y protección de sus instituciones. Por su ayuda contra sus enemigos ptolemaicos, Antíoco III el Grande prometió a sus súbditos judíos una reducción de impuestos y fondos para reparar la ciudad de Jerusalén y el Segundo Templo.
Las relaciones se deterioraron bajo su sucesor Seleuco IV Filopátor, y luego (por razones que no se entienden completamente) su sucesor Antíoco IV Epífanes revocó drásticamente la política anterior de respeto y protección, prohibiendo ritos y tradiciones religiosas judías centrales en Judea (aunque no entre los de la diáspora) y provocando una revuelta tradicionalista contra el dominio griego. Una de las posibles razones es que mientras Alejandro Magno veía en Yavé al «Zeus judío», Antíoco veía en él a Seth-Tifón, es decir, el «Anti-Zeus». De esta revuelta se formó un reino judío independiente conocido como la dinastía asmonea, que duró entre 165 a. C. y 63 a. C. La dinastía asmonea se desintegró con el tiempo debido a la guerra civil, que coincidió con las guerras civiles en Roma.

### La guerra civil asmonea
La guerra civil asmonea comenzó cuando el sumo sacerdote Hircano II (un partidario de los fariseos) fue derrocado por su hermano menor, Aristóbulo II (un partidario de los saduceos). Una tercera facción, compuesta principalmente por idumeos de Maresha, dirigida por Antípatro y su hijo Herodes, reinstauró a Hircano quien, según Josefo, no era más que la marioneta de Antípatro. En 47 a. C., Antígono, un sobrino de Hircano II e hijo de Aristóbulo II, le pidió permiso a Julio César para derrocar a Antípatro. César lo ignoró y, en 42 a. C., Antígono, con la ayuda de los partos derrotó a Herodes. Antígono gobernó solo durante tres años hasta que Herodes, con la ayuda de Roma, lo derrocó y lo ejecutó. Antígono fue el último gobernante asmoneo.

## Helenización de la sociedad judía
En general, la sociedad judía se dividió en facciones conservadoras y pro-helenísticas.Los judíos pro-helenísticos eran generalmente de clases altas o minorías que vivían en comunidades mayoritariamente gentiles. Vivían en pueblos alejados de Jerusalén y ampliamente conectados con redes comerciales griegas.
El principal producto literario del contacto del judaísmo y la cultura helenística fue el desarrollo de la Septuaginta. Otras obras notables incluyen los libros de Sabiduría y Eclesiástico, así como literatura apocalíptica pseudoepigráfica (tal como la Asunción de Moisés, el Testamento de los Doce Patriarcas, el libro de Baruc, el Apocalipsis griego de Baruc, etc.) que data de ese período. Fuentes importantes son Filón de Alejandría y Flavio Josefo. Algunos eruditos consideran a Pablo de Tarso también como un judío helenista, aunque él mismo afirmó ser fariseo (Hechos 23:6, Filipenses 3:5).
Filón de Alejandría fue un importante apologista del judaísmo, presentándolo como una tradición de venerable antigüedad que, lejos de ser un culto bárbaro de una tribu nómada oriental, con su doctrina del monoteísmo se había anticipado a los principios de la filosofía helenística. Filón podría recurrir a la tradición judía para usar costumbres que los griegos consideraban tan primitivas o exóticas como la base de metáforas: como la «circuncisión del corazón» en la búsqueda de la virtud (Levítico 26:41, Ezequiel 44:7). En consecuencia, el judaísmo helenístico enfatizó la doctrina monoteísta (heis theos), y representó la razón (logos) y la sabiduría (sophia) como emanaciones de Dios.
Más allá de Tarso, Alejandreta, Antioquía y el noroeste de Siria (los principales centros «cilicios y asiáticos» del judaísmo helenístico en el Levante), la segunda mitad del período del Segundo Templo fue testigo de una aceleración de la helenización en el propio Israel, con sumos sacerdotes y aristócratas judíos adoptando nombres griegos por igual:
'Ḥoni' se convirtió en 'Menelao'; 'Yoshua' se convirtió en 'Jason' o 'Jesús' [Ἰησοῦς]. La influencia helénica impregnaba todo, e incluso en las mismas fortalezas del judaísmo modificó la organización del estado, las leyes y los asuntos públicos, el arte, la ciencia y la industria, afectando incluso las cosas ordinarias de la vida y las asociaciones comunes de las personas. [...] La inscripción que prohibía a los extraños avanzar más allá de cierto punto en el Templo estaba en griego; y probablemente se hizo necesario por la presencia de numerosos judíos de países de habla griega en el momento de los festivales (comp. la «murmuración de los griegos contra los hebreos», Hechos vi. 1). Las arcas en el Templo que contenían las contribuciones de shekel estaban marcadas con letras griegas (Sheḳ. Iii. 2). Por lo tanto, no es de extrañar que hubiera sinagogas de los libertos, cirenianos, alejandrinos, cilicios y asiáticos en la propia Ciudad Santa (Hechos vi. 9).

## «Ya no hay judío ni griego»
Las tensiones étnicas, culturales y sociales dentro del mundo helenístico judío fueron superadas en parte por el surgimiento de una nueva doctrina griega (doxa), típicamente antioqueña, del Medio Oriente, ya sea por:
1. Los judíos sirios helenizados cilicios-occidentales establecidos y autóctonos (ellos mismos descendientes de inmigrantes judíos babilónicos que habían adoptado durante mucho tiempo varios elementos de la cultura y civilización griegas mientras conservaban un apego estricto y conservador a la Halajá);
2. Paganos, griegos «clásicos», griegos macedonios y gentiles greco-sirios; o
3. Los descendientes autóctonos locales de los conversos griegos o greco-sirios al judaísmo convencional, conocidos como prosélitos (griego: προσήλυτος/proselytos) y judíos de habla griega nacidos de matrimonios mixtos.

Sus esfuerzos probablemente se vieron facilitados por la llegada de una cuarta ola de recién llegados de habla griega a Cilicia (Turquía meridional) y el noroeste de Siria: judíos chipriotas y migrantes judíos «cirenianos» (libios) de origen judío no egipcio del norte de África; así como gentiles colonos romanos de Italia, muchos de los cuales ya hablaban con fluidez el griego koiné y/o enviaron a sus hijos a escuelas griegas. Algunos estudiosos creen que, en ese momento, estos inmigrantes judíos chipriotas y cirenios del norte de África (como Simón de Cirene), en general, eran menos ricos que los judíos autóctonos cilicios y sirios y practicaban una forma más «liberal» de judaísmo, más propicia para la formación de un nuevo canon:
Los judíos cirenianos [del norte de África] tenían la importancia suficiente en aquellos días para asociar su nombre con una sinagoga en Jerusalén (Hechos 6:9). Y cuando surgió la persecución sobre Esteban [un judío sirio-cilicio helenizado], algunos de estos judíos de Cirene que se habían convertido en Jerusalén, se dispersaron en el extranjero y vinieron con otros a Antioquía y [inicialmente] predicaron la palabra «solo a los judíos» (Hechos 11:19, 20, la versión King James), y uno de ellos, Lucio, se convirtió en profeta en la iglesia primitiva allí [la naciente comunidad griega «ortodoxa» de Antioquía].
– International Standard Bible Encyclopedia
Pero Pablo, él mismo un estricto conservador helenista convertido al cristianismo, más tarde fue amenazado por helenistas judíos religiosamente conservadores: «y hablaba denodadamente en el nombre del Señor, y disputaba con los griegos (judíos helenistas); pero éstos procuraban matarle» (Hechos 9:29). Estos cambios y tensiones socioculturales progresivos y sutiles se resumen de manera sucinta en su epístola a los gálatas (Gálatas 3:28):
Ya no hay judío ni griego; no hay esclavo ni libre; no hay varón ni mujer; porque todos vosotros sois uno en Cristo Jesús.

## Declive de losHellenistai(helenistas) y surgimiento del cristianismo primitivo

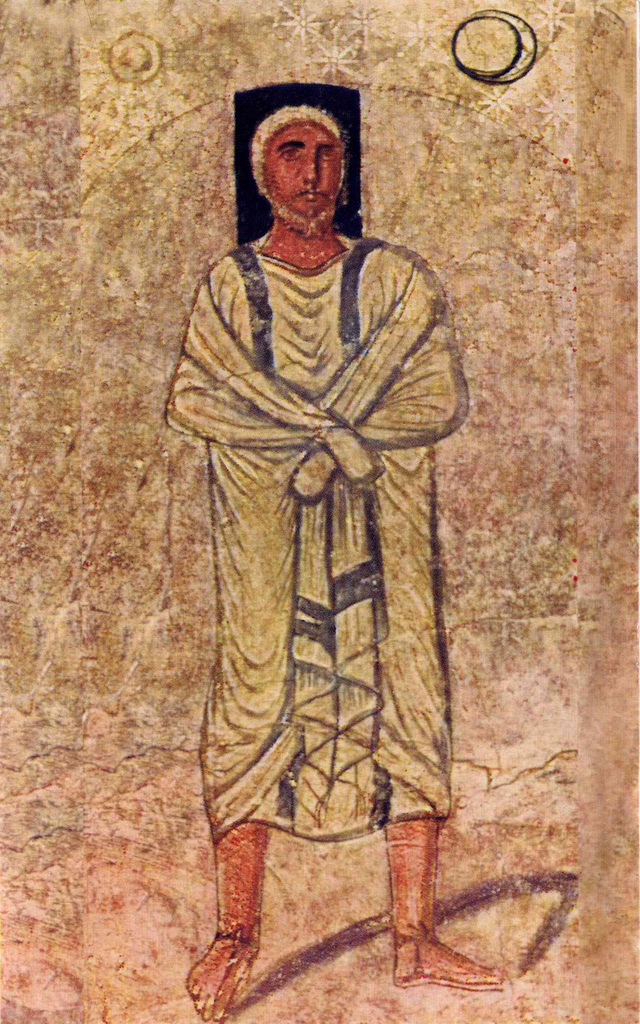
Josué. Fresco de la sinagoga de Dura Europos.

Las razones del declive del judaísmo helenístico son oscuras. Puede ser que haya sido marginado, parcialmente absorbido o que se convirtiera progresivamente en el cristianismo primitivo (Evangelio según los hebreos). Las epístolas de Pablo y los Hechos de los Apóstoles informan que, después de su enfoque inicial en la conversión de judíos helenizados en Anatolia, Macedonia, Tracia y el norte de Siria sin criticar sus leyes y tradiciones (Hechos 16:1-3), Pablo finalmente prefirió evangelizar comunidades de prosélitos griegos y macedonios y «temerosos de Dios», o círculos griegos simpatizantes del judaísmo: el «Decreto Apostólico» del concilio de Jerusalén, que permitió a los conversos renunciar a la circuncisión, convirtió al cristianismo primitivo en una opción más atractiva para los paganos interesados que el judaísmo rabínico, que requería la circuncisión ritual para los conversos. Sin embargo, el atractivo del cristianismo puede haber sufrido un revés, ya que Domiciano lo prohibió explícitamente en 80 d. C. como una «superstición judía», mientras que el judaísmo conservó sus privilegios mientras sus miembros pagaran el fiscus judaicus.
Hechos 6 retrata las problemáticas divisiones culturales entre judíos helenizados e israelitas de habla aramea en Jerusalén, una desunión que reverberó en la comunidad cristiana emergente:
(Hechos) habla de «helenistas» y «hebreos». La existencia de estos dos grupos distintos caracteriza a la primera comunidad cristiana en Jerusalén. Los hebreos eran cristianos judíos que hablaban casi exclusivamente arameo, y los helenistas también eran cristianos judíos cuya lengua materna era el griego. Eran judíos de habla griega de la diáspora, que volvieron a establecerse en Jerusalén. Para identificarlos, Lucas usa el término Hellenistai. Cuando tuvo en mente a los griegos, gentiles, no judíos que hablaban griego y vivían según la moda griega, entonces usó la palabra Hellenes (Hechos 21.28). Como deja en claro el contexto mismo de Hechos 6, los helenistas no son helenos.
Algunos historiadores creen que una proporción considerable de las comunidades judías helenizadas del sur de Turquía (Antioquía, Alejandreta y ciudades vecinas) y Siria/Líbano se convirtieron progresivamente a la rama grecorromana del cristianismo que finalmente constituyó las iglesias helenísticas melquitas (o imperiales) de Medio Oriente y el norte de África:
Así como el cristianismo judío se originó en Jerusalén, el cristianismo gentil comenzó en Antioquía, entonces el principal centro del Oriente helenístico, con Pedro y Pablo como apóstoles. Desde Antioquía se extendió a varias ciudades y provincias de Siria, entre los sirios helenísticos y entre los judíos helenísticos que, como resultado de las grandes rebeliones contra los romanos en los años 70 y 130 d. C., fueron expulsados de Jerusalén y Palestina hacia Siria.

## Legado cultural

### Influencia generalizada más allá del judaísmo del Segundo Templo
Tanto el cristianismo primitivo y el judaísmo rabínico temprano eran mucho menos «ortodoxos» y menos teológicamente homogéneos de lo que son hoy en día; y ambos fueron influenciados significativamente por la religión helenística y las alegorías y conceptos prestados de la filosofía helenística clásica y las obras de autores judíos de habla griega del final del período del Segundo Templo, antes de que las dos escuelas de pensamiento finalmente afirmaran sus respectivas «normas» y doctrinas, notablemente al divergir cada vez más en cuestiones clave como el estado de las «leyes de pureza», la validez de las creencias mesiánicas judeocristianas y, lo que es más importante, el uso del griego koiné  y el latín como lenguas litúrgicas que reemplazan el hebreo bíblico, etc.

### Primeras sinagogas en Europa, el norte de África y Medio Oriente
La palabra sinagoga en sí proviene del griego koiné judío, un idioma hablado por judíos helenizados en el sudeste de Europa (Macedonia, Tracia, el norte de Grecia), el norte de África y Oriente Medio después del siglo III a. C. Las sinagogas fueron construidas por los helenistas o seguidores del judaísmo helenístico en las islas griegas, Cilicia, el noroeste y este de Siria y el norte de Israel ya en el siglo I a. C., especialmente en Delos, Antioquía, Alejandría, Galilea y Dura-Europos: debido a los mosaicos y frescos que representan figuras heroicas y personajes bíblicos (vistos como potencialmente conductores de la «adoración de imágenes» por generaciones posteriores de eruditos y rabinos judíos), muchas de estas primeras sinagogas fueron confundidas al principio con templos griegos paganos o iglesias ortodoxas griegas antioqueñas.

### Conceptos mishnaicos y talmúdicos
Muchos de los sabios judíos que compilaron la Mishná y las primeras versiones del Talmud fueron judíos helenizados, incluido Yohanan ben Zakai, el primer sabio judío al que se le atribuyó el título de rabino, y el rabino Meir Baal HaNess, hijo de un prosélito griego de Anatolia convertido al judaísmo rabínico temprano.
Incluso los rabinos israelíes de ascendencia judía babilónica, como Hillel el Viejo, cuyos padres eran inmigrantes judíos de habla aramea de Babilonia (de ahí el apodo «Ha-Bavli»), tuvieron que aprender el idioma griego y la filosofía griega para conocer el sofisticado lenguaje rabínico. Muchas de las innovaciones teológicas introducidas por Hillel tenían nombres griegos, la más famosa noción talmúdica de prosboul, del griego koiné προσβολή, «entregar». Martin Hengal, en su obra Judaism and Hellenism (1974), señala:
A diferencia del hebreo literario, el arameo o el hebreo populares adoptaron constantemente nuevos préstamos griegos, como lo demuestra el lenguaje de la literatura mishnaica y talmúdica. Si bien refleja la situación en un período posterior, sus orígenes se remontan mucho antes de la era cristiana. La colección de préstamos en la Mishná que se encuentra en Schürer muestra las áreas en las que la influencia helenística se hizo visible por primera vez: asuntos militares, administración estatal y legislatura, tráfico y comercio, ropa y utensilios domésticos, y no menos importante en la construcción. El llamado rollo de cobre con su lista utópica de tesoros también contiene una serie de préstamos griegos. Cuando hacia finales del siglo I a. C., Hillel derogó en la práctica la regulación de la remisión de deudas en el año sabático (Deut. 15.1-11) por la posibilidad de una reserva especial por parte del acreedor, el nombre griego dado a esta reserva se introdujo en el lenguaje legal palestino: perōzebbōl = προσβολή, una señal de que incluso en ese momento el griego se filtró en el lenguaje legal.

### Influencia en las tradiciones levantinas bizantinas
La combinación única de rasgos etnoculturales derivados de la fusión de una base cultural griega-macedonia, el judaísmo helenístico y la civilización romana dieron origen a las tradiciones cristianas «romanas del Medio Oriente» claramente antioqueñas de Cilicia (sureste de Turquía) y Siria/Líbano:
La mezcla de elementos romanos, griegos y judíos adaptó admirablemente a Antioquía por la gran parte que jugó en la historia temprana del cristianismo. La ciudad fue la cuna de la iglesia.
Algunos ritos e himnos sacerdotales típicamente griegos de la «antigua sinagoga» han sobrevivido parcialmente hasta el presente, especialmente en los distintos servicios religiosos de los seguidores de la Iglesia ortodoxa griega de Antioquía y su iglesia hermana, la Iglesia greco-melquita católica en la provincia meridional de Hatay (Turquía), Siria, Líbano, el norte de Israel y las diásporas cristianas greco-levantinas de Brasil, México, Estados Unidos y Canadá.
Pero muchas de las tradiciones litúrgicas sobrevivientes de estas comunidades enraizadas en el judaísmo helenístico y, más en general, en la cultura de la Septuaginta greco-judía del Segundo Templo, fueron expulsadas progresivamente en las épocas medieval tardía y moderna por los teólogos gentiles fanariotas greco-europeos (del Patriarca ecuménico de Constantinopla) y vaticanos (del Papa de Roma) que buscaban «traer de vuelta» a las comunidades griegas ortodoxas levantinas y greco-católicas al redil cristiano europeo: algunas tradiciones judeo-griegas antiguas fueron abolidas o reducidas deliberadamente en el proceso.
Los miembros de estas comunidades todavía se llaman a sí mismos Rûm (literalmente «romano»; generalmente se los conoce como «bizantinos») y se refieren a los griegos en turco, persa y árabe levantino. En ese contexto, el término Rûm se prefiere sobre Yāvāni o Ionani (literalmente «jónico»), que también se refiere a los griegos en hebreo antiguo, sánscrito y árabe clásico.

## Personajes judíos helenizados

### Período helenístico y asmoneo
- Andrónico ben Meshulla, erudito judío egipcio del siglo II a. C. Uno de los primeros defensores conocidos de la «ortodoxia» farisaica temprana (proto-rabínica) contra los samaritanos.
- Antígono de Soco, también conocido como Antígonos de Sokoh, fue el primer erudito de quien la tradición farisea (proto-rabínica) ha preservado no solo el nombre sino también una importante doctrina teológica. Vivió alrededor de la primera mitad del siglo III a. C. Según la Mishná, fue el discípulo y sucesor de Simón el Justo. Antígono es también el primer judío conocido en tener un nombre griego, un hecho comúnmente discutido por los estudiosos sobre el alcance de la influencia helénica sobre el judaísmo después de la conquista de Judea por Alejandro Magno.
- Antígono II Matatías (conocido en hebreo como Matityahu) fue el último rey asmoneo de Judea. Antígono fue ejecutado en 37 a. C., después de un reinado de tres años durante el cual dirigió la lucha nacional de los judíos por la independencia de los romanos.
- Alejandro de Judea, o Alejandro Macabeo, fue el hijo mayor de Aristóbulo II, rey de Judea.
- Jasón, de la familia Oniada, sumo sacerdote en el Templo de Jerusalén del 175 al 172 a. C.
- Menelao, sumo sacerdote en Jerusalén desde 171 a. C. hasta aproximadamente 161 a. C.
- Mariamna I, princesa judía de la dinastía asmonea, segunda esposa de Herodes el Grande.
- Onías I (Ὀνίας, forma helenizada del nombre hebreo Honiyya) fue el hijo de Jadúa mencionado en el libro de Nehemías. Según Josefo, Jadúa fue contemporáneo de Alejandro Magno.[26] 1 Macabeos considera a Onías como contemporáneo del rey espartano Areo I (309-265 a. C.). Se cree que Onías I fue el padre o abuelo de Simón el Justo.
- Jesús ben Sirá, también conocido como Jesús, hijo de Sirac, destacado erudito y teólogo judío del siglo II a. C. que vivió en Jerusalén y Alejandría, autor de la Sabiduría de Sirá, o «Libro del Eclesiástico».
- Simón el Justo (en hebreo : שמעון הצדיק, Shimon HaTzaddik' ), sumo sacerdote judío durante la época del Segundo Templo.
- Simón Macabeo (fallecido 135 a. C.), segundo hijo del rey Matatías y el primer príncipe de la dinastía judía de los asmoneos. También fue general (en griego dórico: στραταγός, estratos; literalmente significa «líder del ejército») en el ejército seléucida greco-sirio de Antíoco VI.

### Período herodiano y romano
- Andrés el Apóstol (en griego: Ἀνδρέας, Andreas), judío galileo-haurani, denominado en la tradición ortodoxa griega como Prōtoklētos (Πρωτόκλητος) o «el primer llamado». Se cree que predicó en el sudeste de Europa (norte de Grecia), así como posiblemente en el sur de Rusia (escita). Patrón de Ucrania y Escocia.
- Tito Flavio Josefo, fue el primer historiador judío. Inicialmente un líder militar judío durante la primera guerra judeo-romana, cambió de bando y se convirtió en ciudadano romano y aclamado académico romano-judío. Él popularizó la idea de que el judaísmo era similar en muchos aspectos a la filosofía griega.
- Justo de Tiberíades, historiador judío nacido en Tiberíades, «una ciudad muy helenística de Galilea», secretario del gobernador Herodes Agripa II y rival de Josefo.
- Julián (forma helenizada de un nombre romano) y Papo (del griego koiné pappa o papas, «patriarca» o «anciano») nacidos alrededor del año 80 d. C. en la ciudad de Lod (en hebreo: לוֹד; en greco-latino: Lydda; en griego antiguo: Λύδδα/Διόσπολις, Diospolis, ciudad de Zeus), uno de los principales núcleos de cultura helenística en el centro de Israel. Julián y Papo (sus nombres hebreos eran Shamayah y Ahiyah, respectivamente) lideraron el movimiento de resistencia judía contra el ejército romano en Israel durante la guerra de Kitos, en 115-117 d. C.
- Lukuas, también llamado Andreas, judío libio nacido alrededor del año 70 d. C., fue uno de los principales líderes del movimiento de resistencia judía contra el ejército romano en el norte de África y Egipto durante la guerra de Kitos, en 115-117 d. C.
- Meir Baal HaNess, «Meir el hacedor de milagros», un sabio judío famoso que vivió en Galilea en la época de la Mishná, hijo del prosélito gentil (griego) de Anatolia (Talmud, Tratado Kilayim) convertido al judaísmo farisaico (las etimologías populares y las malas traducciones lo conectaron, erróneamente, con la familia del emperador Nerón). Era yerno de Haninah ben Teradion, él mismo un aristócrata judío helenizado y una destacada figura rabínica de la teología judía de finales del siglo I d. C.
- Filón de Alejandría (en griego : Φίλων, Philōn), también llamado Filón el judío, vivió en la provincia romana de Egipto, primer filósofo judío.
- Saulo de Tarso o Sha'ūl ha-Tarsī, más conocido como Pablo de Tarso, fundador de muchas de las primeras comunidades cristianas, evangelizador en varios de los más importantes centros urbanos del Imperio romano tales como Antioquía, Corinto, Éfeso y Roma, y redactor de algunos de los primeros escritos canónicos cristianos.
- Simón de Cirene (en hebreo: שמעון, lit.  'escuchar'), judío libio nacido a fines del siglo I a. C. vivió en Jerusalén alrededor del 30 EC. Se cree que fue forzado por los soldados romanos a llevar la cruz de Jesús después de la crucifixión. Su ciudad natal, Cirene (en el noreste de Libia), era una colonia griega, con una gran comunidad judía después de que 100.000 judíos de Judea fueran deportados y obligados a establecerse allí durante el reinado de Ptolomeo I Sóter (323–285 a. C.), gobernante greco-macedonio de Egipto, después de su invasión de Israel.
- Tarfón (en hebreo: רבי טרפון, del griego Τρύφων, Tryphon), un kohen, miembro de la tercera generación de los sabios de Mishná, que vivieron en el período comprendido entre la destrucción del Segundo Templo (70 d. C.) y la caída de Betar (135 d. C.). Se cree que fue originario de la región de Lod, uno de los principales centros de cultura helenística en el centro de Israel. Tarfón fue uno de los críticos judíos más vociferantes del cristianismo primitivo.
- Haninah ben Teradion, prominente erudito y maestro judío galileo. Se cree que el nombre de su padre (Teradion) es de origen judeo-griego. Además, «Hananiah» (o «Haninah») era un nombre popular entre los judíos helenizados de Siria y el norte de Israel (pronunciado «Ananías» en griego). Figura destacada de la teología judía de finales del siglo I d. C. y uno de los diez mártires asesinados por los romanos por ignorar la prohibición de enseñar la Torá.
- Timoteo de Éfeso (en griego: Τιμόθεος, Timótheos, lit. «honrando a Dios» u «honrado por Dios») nacido en Licaonia (sureste de Turquía), de padre griego y madre judía helenizada, secundó a Paul en sus misiones a Asia Menor y el sudeste de Europa (Tracia, Macedonia, Grecia). Primer obispo de Éfeso.
- Trifón, considerado un rabino del siglo II, opositor al apologista cristiano Justino Mártir, cuyo Diálogo con Trifón está paradójicamente «igualmente influenciado por el pensamiento griego y rabínico».[27]

### Antigüedad tardía y era medieval temprana
- Rav Papa (en hebreo: רב פפא, del griego koiné pappa o papas, «patriarca» o «anciano», originalmente «padre») fue un talmudista judío que vivía en Babilonia, en un momento en que la cultura judeo-aramea estaba recuperando la ventaja sobre el judaísmo helenístico clásico, especialmente entre las comunidades judías en Babilonia, que recuperó progresivamente su estatus de la cultura aramea pre-helenística.
- Familia Kalonymos (Kαλώνυμος en griego), primera dinastía rabínica conocida del norte de Italia y Europa central: sus miembros notables incluyen a Itiel I, autor de libros de oración judíos (nacido alrededor del año 780); y Kalonymus ben Meshullam, nacido en Francia alrededor del año 1000, líder espiritual de la comunidad judía de Maguncia en Alemania.
- Radhanitas: un grupo influyente de comerciantes y financieros judíos activos en Francia, Alemania, Europa central, Asia Central y China a inicios de la Edad Media, se cree que revolucionó la economía mundial y contribuyó a la creación de la «Ruta de la Seda medieval» antes que los comerciantes italianos y bizantinos. Cecil Roth y Claude Cahen, entre otros, afirman que su nombre puede haber venido originalmente del valle del río Ródano en Francia, que es Rhodanus en latín y Rhodanos (Ῥοδανός) en griego, ya que el centro de la actividad radhanita probablemente se encontraba en Francia, donde comenzaron sus rutas comerciales.